# Stará Turá
Stará Turá (in tedesco: Alt-Turn; in ungherese: Ótura) è una città della Slovacchia facente parte del distretto di Nové Mesto nad Váhom, nella regione di Trenčín.